# 서울영도초등학교
서울영도초등학교(永都初等學校)는 대한민국 서울특별시 양천구에 있는 공립 초등학교이다.

## 연혁
- 1986년 11월 27일: 개교
- 2026년 11월 27일: 개교 40주년

## 참고 자료
- 서울영도초등학교 - 한국교육학술정보원 학교알리미